# Signe linguistique
Cet article possède des paronymes, voir Langue des signes et Signum linguæ.
Pour les articles homonymes, voir Signe.
Un signe linguistique est la plus petite unité d'expression du langage. Il est l'objet d'étude de différentes branches de la linguistique :
- la sémiotique ou sémiologie qui étudie les signes en général, qu'ils soient verbaux ou non verbaux[1] ;
- la sémantique qui étudie les concepts d'un point de vue linguistique, les signifiés et signifiants ;
- la phonétique et la phonologie qui étudient les sons et leurs fonctions dans les langues naturelles et en caractérisent les phonèmes[2].

C'est Ferdinand de Saussure, professeur de linguistique à Genève et spécialiste du sanscrit, qui parle le premier de « signe linguistique » et qui introduit la distinction entre signifiant et signifié dans son Cours de linguistique générale (1906-1910), rédigé et édité par ses élèves en 1916.
C'est justement en sanscrit que sont écrites les plus anciennes études connues sur le sujet avec par exemple le traité grammatical de Paṇini datant du Ier millénaire av. J.-C.. Cette distinction du signe en lui-même est probablement mise en évidence par la confrontation du langage parlé en perpétuelle évolution à des écrits anciens, autorisant l'étude de ce signe distinctement de ce qu'il désigne.
Il en découle des questionnements dépassant le cadre des civilisations sur les qualités de ce signe, notamment sur sa nature arbitraire ou naturelle dont Platon par exemple nous rapporte un débat dans le Cratyle.

## Deux conceptions

### Définition de Ferdinand de Saussure

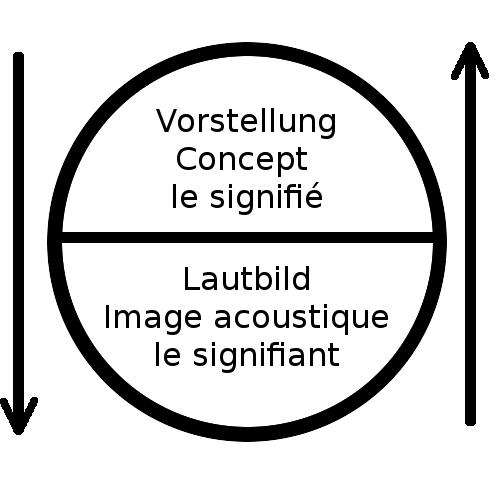
Les deux faces du signe linguistique selon Saussure.

Selon Saussure, le signe linguistique unit, « non pas un nom et une chose, mais un concept et une image acoustique ». L'image acoustique (ou sensible) est appelée signifiant : ce n'est pas le son matériel, mais l'empreinte psychique de ce son ; le concept, appelé signifié, contient les traits distinctifs qui caractérisent ce signe par rapport aux traits d'autres signes de la langue. Le signe linguistique se définit donc comme une entité psychique à deux faces : signifiant/ signifié. Par exemple, le mot français arbre est un signe linguistique associant la forme sonore /aʁbʁ/ au concept d'arbre, en tant qu'arbre s'oppose, négativement, à l'intérieur de la langue, aux autres signes.

### Frege, Ogden et Richards et le triangle sémiotique

#### Le triangle sémiotique d'Ogden & Richards
Si l'on considère un mot, mot écrit ou imprimé avec les lettres d'un alphabet ou un idéogramme, ou dit, prononcé avec des sons que l'on peut transcrire en alphabet phonétique, il faut distinguer, en reprenant l'analyse d'Ogden et Richards et leur triangle sémiotique : 
- le mot (Symbol) lui-même, le signifiant de Saussure que nous mettrons en italique pour respecter ses conventions ;
- la chose (Referent ; Bedeutung, Ding), objet ou action, à laquelle il renvoie, le dénoté ;
- le concept (Thought, Reference ; Sinn, Begriff), ce à quoi il fait penser, le mot lu ou entendu, la connotation, le signifié de Saussure que nous mettrons entre guillemets pour les mêmes raisons et qui dépend de l'interlocuteur. Le mot chien qui renvoie à l'animal chien fait penser, pour l'un, à l'ami domestique, pour l'autre à une bonne recette ;
- l'emploi de ce mot par ceux qui parlent cette langue, l'écrivent ou l'impriment.

Le triangle sémiotique d'Ogden & Richards dans sa version originale : le mot (Symbol), la chose (Referent), le concept (Thought).
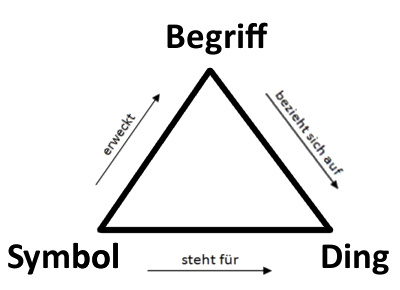
Le triangle sémiotique en allemand : le mot (Symbol), la chose (Ding), le concept (Begriff).
Le triangle en chinois. L'idéogramme, le chien, l'idée du chien.

## Évolution historique du concept

### La linguistique hindoue
Comme plus tard les Grecs confrontés à l'évolution de la langue depuis les textes classiques d'Homère, les Hindous développèrent une linguistique au Ier millénaire av. J.-C.. Celle-ci était devenue nécessaire car le sanskrit avait fortement évolué depuis l'époque de l'écriture des principaux textes religieux, comme le Rig-Veda. Ainsi, le traité grammatical de Pāṇini, probablement écrit à la fin du VIe siècle av. J.-C., est très moderne et les notions de morphème, phonème y sont bien distinguées, confirmant l'ancienneté de la tradition linguistique. On retrouve chez les Hindous les mêmes débats que chez les Grecs sur les relations entre mots et réalité. Les deux points de vue sont représentés : les partisans de la motivation des mots et les partisans de la convention et de l'arbitraire. Ainsi pour Patañjali au Ier siècle av. J.-C., le signe n'est défini que par ce qui l'oppose aux autres signes.

### Les philosophes grecs
L'adaptation du système d'écriture phénicien à la transcription de leur langue non sémitique, la naissance de la rhétorique et son développement au Ve siècle av. J.-C. ou tout simplement l'observation de l'existence de dialectes peut être à l'origine de l'intérêt des philosophes grecs pour le langage.
Le premier, Héraclite d'Éphèse distingue la pensée (γὸδος), l'énoncé (ἒπος) et la réalité (ἒργον), la liaison entre ces trois éléments étant réalisée par le logos, principe divin, unique. Démocrite, au IVe siècle av. J.-C. s'oppose à l'origine divine du langage. Pour lui, le langage est purement conventionnel.
Au IVe siècle av. J.-C., dans le Cratyle, Platon expose les deux thèses opposées sur la nature des mots : pour Hermogène, partisan de l’arbitraire du signe, il n'y a entre ce qui sera plus tard nommé signifiant et signifié qu'un lien abstrait et extrinsèque, établi par convention, tandis que pour Cratyle, partisan de la motivation, les mots sont une peinture des choses, ils ressemblent à ce qu'ils signifient, ce sont des symboles.

### Le triomphe du symbole

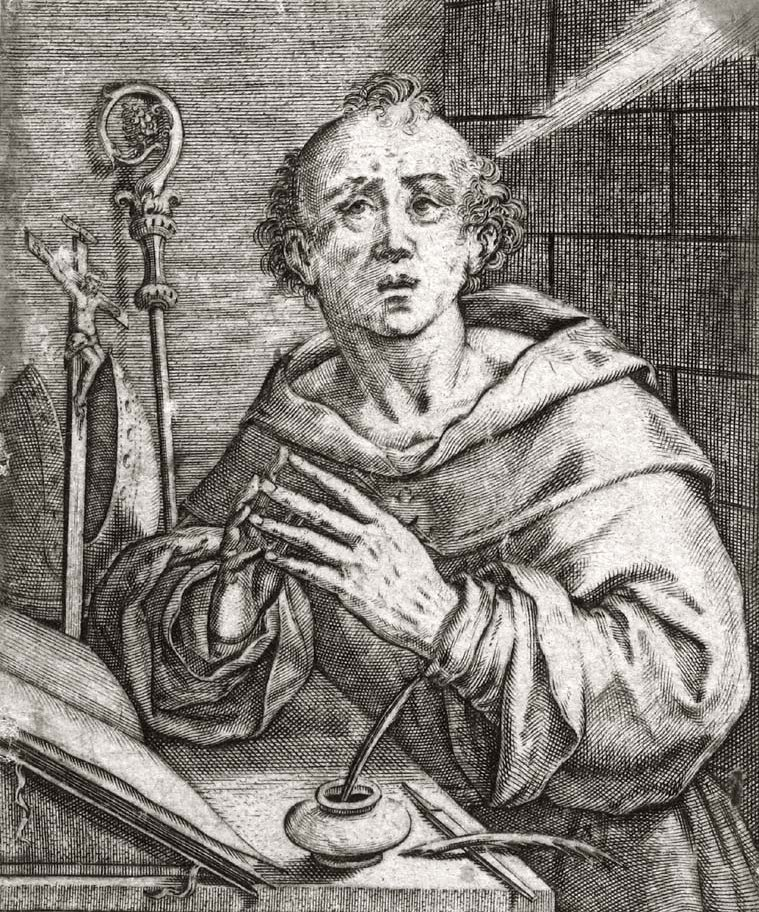
Représentation d'Augustin d'Hippone dit « Saint Augustin ».

Augustin d'Hippone est un des pionniers dans l'expression d'une motivation inconsciente du signe verbal qu'il expose au IVe siècle dans sa théorie du signe. Il affirme que « c'est par les signes que l'on apprend les choses ». Il évoque également le retard du langage sur la pensée et l'explique ainsi :
« La raison en est surtout que cette conception intuitive inonde mon âme à la façon d'un éclair rapide, tandis que mon discours est lent, long et fort différent d'elle. De plus, pendant qu'il se déroule, cette conception s'est cachée dans sa retraite. Elle laisse pourtant dans la mémoire, d'une manière merveilleuse, un certain nombre d'empreintes, qui subsistent au cours de la brève expression des syllabes et qui nous servent à façonner les signes phonétiques appelés langage. Ce langage est latin, grec ou hébraïque… Que les signes soient pensés par l'esprit ou qu'ils soient exprimés par la voix, les empreintes ne sont ni latines, ni grecques, ni hébraïques, ni n'appartiennent en propre à aucune nation. »
 Augustin envisage un état du sens fait d'empreintes qui « n'appartiennent à aucune langue », ne sont pas conscientes et semblent universelles.

### Le renouveau du signe indépendant
Dès le XIIe siècle, le mouvement scolastique, né de la redécouverte des textes naturalistes d'Aristote en Occident, s'intéresse à nouveau à la question. Au XIIIe siècle, en réaction à la philosophie thomiste, le courant de pensée des modistes culminant avec Thomas d'Erfurt distingue plusieurs modes aux mots :
- les modi essendi représentant ce que sont réellement les choses, sujet de la métaphysique et de la physique ;
- les modi intellegendi représentant les choses telles que représentés dans l'intellect ;
- les modi significandi représentant les choses de manière signifiée, mode qui est le sujet de la grammaire[15].

Les grammairiens commencent à distinguer ces modi significandi comme sujet d'étude à part entière, séparé de ce qu'il représente et de la manière dont il est pensé.
Une nouvelle étape est franchie en 1662 dans la Logique ou l'Art de penser d'Antoine Arnauld et Pierre Nicole. Ces auteurs, et le mouvement de Port-Royal avec eux, distinguent deux aspects au signe qui met en relation la chose représentée avec la chose qui représente. Basée sur la notion de représentation, qui n'est pas symétrique, la distinction est différente de celle que fera plus tard de Saussure, basée sur l'association, concept symétrique.
Dès lors, la séparation des futurs signifiants et signifiés semble acquise, le concept d'arbitraire du signe et du rapport avec ce qu'il exprime apparaît sans véritable débat, dans Leibniz en 1763 ou dans l'article Étymologie de l'Encyclopédie en 1765. La question semble fort annexe aux linguistes, surtout intéressés par les développements de la linguistique historique et de la linguistique comparative.

### Ferdinand de Saussure

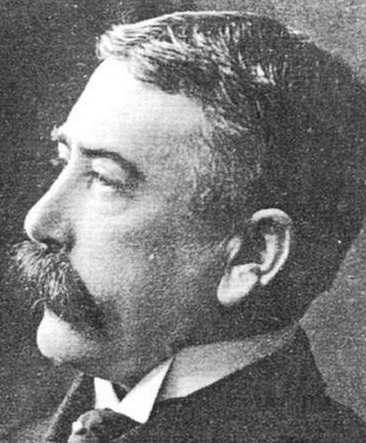
Ferdinand de Saussure

Les travaux de Ferdinand de Saussure au début du XXe siècle figent plus ou moins en l'état cette notion d'arbitraire fondant les bases de la linguistique, pourtant il précise bien lui-même les limites d'acceptation de ce mot.
Saussure distingue quatre caractéristiques du signe linguistique :
1. L'arbitraire du signe : le lien entre le signifiant et le signifié est arbitraire (c'est-à-dire immotivé[20]), car un même concept peut être associé à des images acoustiques différentes selon les langues[21].
2. Le caractère linéaire du signifiant : « le signifiant, étant de nature auditive, se déroule dans le temps »[22]. Les éléments des signifiants se présentent donc obligatoirement les uns après les autres, selon une succession linéaire : ils forment une chaîne[23].
3. L'immutabilité synchronique[24] du signe : le signifiant associé à un concept donné s'impose à la communauté linguistique : un locuteur ne peut décider de le modifier arbitrairement[25].
4. La mutabilité diachronique[24] du signe : les signes linguistiques peuvent néanmoins être modifiés par le temps[26], par l'évolution linguistique (Historique de la phonétique et modification du signifiant, du signifié ou de leur rapport[27]).

Un principe d'étude y est également posé puisque, dans le cadre de l'étude du langage, il est considéré que chaque élément n'est définissable que par ses relations avec les autres, dont l'ensemble forme ainsi un système, plus tard nommé une structure (à la base du courant de pensée du structuralisme).
Mais si ce Cours de linguistique générale introduit le principe de signe linguistique, et s'il est considéré comme la base et de la linguistique et de la sémiotique moderne, les différents aspects des mots sont l'objet d'études depuis l'Antiquité.

### La remise en cause de l'arbitraire du signe
Ferdinand de Saussure constate qu'à son époque « le principe de l’arbitraire du signe n’est contesté par personne ». Mais en 1922 déjà, Otto Jespersen le remet en cause en lui opposant le symbolisme phonétique, particulièrement reconnaissable dans la langue anglaise, reprenant en la restreignant fortement la position de Wilhelm von Humboldt un siècle plus tôt.
Pour Ivan Fonagy, l’une des sources du débat perpétuel sur la motivation ou non du signe linguistique réside dans le réseau conceptuel erroné qui sous-tend la controverse : on oppose à la motivation les termes « conventionnel » et « arbitraire » comme des synonymes. Selon Fonagy, chaque signe linguistique est, par définition, conventionnel (« codé ») en tant qu’élément du système verbal. « Dire que tel ou tel mot d’une langue est “conventionnel” est un truisme, en fait, une tautologie, qui ne contient aucune indication sur le rapport entre signifiant et signifié, voire avec l’objet désigné. Ce rapport peut être parfaitement aléatoire ou, au contraire, plus ou moins motivé ». La thèse de l’arbitraire du signe linguistique appartient à la théorie générale du signe, tandis que celle de la motivation concerne plutôt la formation du mot.
Certains linguistes évitent le terme arbitraire en objectant que le signe n’est pas arbitraire, mais, par contre, institué, donné par une convention. Ils remplacent donc le mot arbitraire par l’adjectif conventionnel ou encore par le mot traditionnel. À propos de ce terme, Saussure précise même qu’il ne doit pas donner l’idée que le signifiant dépend du libre choix du sujet parlant et qu’il avait voulu dire qu’il est immotivé, c’est-à-dire arbitraire par rapport au signifié, avec lequel il n’a aucune attache naturelle dans la réalité.
Un demi-siècle après Saussure, le linguiste Émile Benveniste introduit la notion de référence. En plus de sa valeur différentielle, le mot (signe verbal) possède un sens, qui réside dans le rapport à un objet du monde ; mais Benveniste ne fait que déplacer l’arbitraire du signe non plus dans la relation signifiant/signifié, mais dans la relation signe/référent. Si en français le signifié arbre est inséparable du signifiant [arbr], la relation du mot arbre à l’objet réel est arbitraire et conventionnelle comme en témoigneraient les mots tree en anglais et Baum en allemand, qui n’ont aucun son commun, alors qu'ils renvoient au même objet arbre. Autant dire que c'est toujours le règne de l’arbitraire du mot conscient. Benveniste s'interroge : « Poser la relation comme arbitraire » est pour le linguiste « une manière de se défendre contre cette question et aussi contre la solution que le sujet parlant y apporte instinctivement ». « Pour le sujet parlant, il y a entre la langue et la réalité adéquation complète : le signe recouvre et commande la réalité ; mieux, il est cette réalité, tabous de parole, pouvoir magique du verbe, etc. Le point de vue du sujet et celui du linguiste sont si différents à cet égard que l'affirmation du linguiste quant à l'arbitraire des désignations ne réfute pas le sentiment contraire du sujet parlant ».
L'arbitraire du signe est aussi discuté par le linguiste Pierre Guiraud qui met en évidence l'existence de la motivation des mots onomatopéiques de type acoustique où existe une analogie entre sons signifiés et sons signifiants comme glouglou, flic flac, claquer, boum… qui peut s'étendre par métaphore aux couleurs ou idées assimilées à des bruits. Pour lui, « un signe est un stimulus – c'est-à-dire une substance sensible – dont l'image mentale est associée dans notre esprit à celle d'un autre stimulus qu'il a pour fonction d'évoquer en vue d'une communication ». Il définit « le signe comme la marque d'une intention de communiquer un sens ».
Tout dernièrement, le linguiste spécialiste de l'arabe Georges Bohas a, par sa Théorie des matrices et des étymons sur les langues sémitiques, remis en cause la notion même d'arbitraire du signe. En effet, loin d'être arbitraire, le signe serait motivé intrinsèquement au niveau « submorphémique », c'est-à-dire dans la combinaison de traits phonétiques entre eux. Par exemple, dans de nombreuses langues, ce qui concerne le nez est bien souvent la combinaison du trait [+ nasal] et de l'invariant notionnel « nasalité ». Il écrit : « dès que l’on aborde les niveaux submorphémiques composés de traits, où gisent les vraies unités minimales de la signification, l’illusion se dissipe et la relation intrinsèque entre le son et le sens se manifeste clairement. »

### Le signifiant prime le signifié
Le concept de signe linguistique, dans ses rapports entre signifié et signifiant, a évolué en psychanalyse, notamment depuis Jacques Lacan qui — en discussion avec des linguistes et s'appuyant sur Saussure — affirme à l'inverse de ce dernier que « le signifiant prime sur le signifié ». Le langage est une manifestation de l'inconscient, tangible dans ses accidents (lapsus) aussi bien que dans les métaphores ou les métonymies.

## Divisions multiples des signes
(novembre 2009).
Améliorez-le ou discutez des points à vérifier. 
Frege, en 1892, distinguait :
- Le sens (Sinn). Le sens est l'expression ou la proposition, c'est la signification, la pensée exprimée, il peut être commun à plusieurs personnes.
- La référence (dénotation, Bedeutung). La référence est l'objet désigné, ce qu'une expression linguistique désigne.
- La représentation (Zeichen). La représentation est une unité mentale subjective et individuelle.

Dès 1897, le logicien Charles Peirce estime que le signe est une triade : representamen, objet, interprétant. Un representamen (signe matériel) dénote un object, un objet (un objet de pensée) grâce à un interpretant, un interprétant (une représentation mentale de la relation entre le representamen et l'objet, un sens).
Le triangle sémiotique, imaginé en 1923 par Charles Ogden et Ivor Richards, admet trois éléments : 
- le symbole (terme, expression linguistique),
- la référence (concept, unité de pensée),
- le référent (objet, partie du monde perceptible ou concevable : la Tour Eiffel, la vitesse).

En 1938, Charles W. Morris distingue dans le signe quatre facteurs : 
- « le véhicule du signe » : ce qui agit comme signe,
- « le designatum » : ce à quoi le signe réfère« ,
- »l'effet produit sur un certain interprète »,
- « l'interprète », la personne pour qui le signe a fonction de signe.

D'autre part, Morris distingue trois « dimensions » du signe : 
- sémantique : la dimension sémantique regarde la relation entre le signe et ce qu'il signifie ;
- syntaxique : la dimension syntaxique regarde la relation des signes entre eux ;
- pragmatique : la dimension pragmatique regarde la relation entre les signes et les utilisateurs des signes.

Selon Jean-Marie Schaeffer, dans la perspective de Saussure, la notion de dimension sémantique est « le lieu d'une ambiguïté, puisqu'elle peut concerner les relations entre signifiant et signifié (designatum) ou alors celles entre le signe global et le référent (denotatum), on est évidemment obligé de distinguer entre relation sémantique (interne au signe) et relation référentielle ».
Enfin, Morris distingue quatre usages du signe : l'information, l'évaluation, la stimulation, la systématisation.
Le nombre des faces augmente, avec les recherches. « Les principaux termes qui entrent dans la définition du signe sont :
- le stimulus (le signal physique employé, par exemple un son vocal) ;
- le signifiant (le modèle dont le stimulus constitue une manifestation, par exemple un phonème) ;
- le signifié (le sens, le contenu du signe) ;
- le concept (la représentation mentale à laquelle correspond le signifié), soit logique, soit psychologique ;
- le référent (ce dont on parle quand on emploie tel signe) » (Louis Hébert).

### Classifications des signes
Charles Peirce (1903) différenciait plusieurs types de signes tels que :
- l'archétype : matrice de symboles, image primordiale. La notion provient de Carl-Gustav Jung ;
- l'allégorie : figuration d'un être abstrait ;
- l'emblème : objet représentant un ensemble de valeurs ;
- l'icône : signe où le représentant ressemble au représenté. La notion vient de Charles Peirce ;
- l'image : forme concrète reproduisant une réalité concrète ;
- l'indice : rapport causal ;
- l'insigne : objet montrant l'appartenance à une institution ;
- le logo : nom dans un graphisme typographique spécial ;
- la métaphore : emploi d'un terme auquel on substitue un autre qui lui est assimilé après la suppression des mots introduisant la comparaison, tels que « comme » ;
- le nom : substantif, mot désignant les objets, les phénomènes, les qualités, les sentiments, les personnes, les peuples.. ;
- le schème : figure simplifiée ;
- le signal : signe déclenchant une réaction ;
- le symbole : signe naturel, substitut non conventionnel du réel. Il est le résultat d'un code défini par une communauté ;
- le symptôme : phénomène visible qui permet de déceler un état ou une évolution.